# Rubus eriocarpus
Rubus eriocarpus är en rosväxtart som beskrevs av Frederik Michael Liebmann. Rubus eriocarpus ingår i släktet rubusar, och familjen rosväxter. Inga underarter finns listade i Catalogue of Life.